# William Legge (6. hrabia Dartmouth)
William Heneage Legge (ur. 6 maja 1851 w Londynie, zm. 11 marca 1936 w Staffordshire) – brytyjski arystokrata i polityk, najstarszy syn Williama Legge'a, 5. hrabiego Dartmouth i lady Augusty Finch, córki 5. hrabiego Aylesford.

## Życiorys
Wykształcenie odebrał w Eton College i w Christ Church w Oksfordzie. W 1878 r. wygrał wybory do Izby Gmin w okręgu West Kent jako kandydat Partii Konserwatywnej. Po zniesieniu tego okręgu wyborczego w 1885 r. przez kolejnych 6 lat, aż do 1891 r., reprezentował okręg Lewisham. W 1885 r. został również członkiem Tajnej Rady i wiceszambelanem Dworu Królewskiego, który to urząd sprawował, z krótką przerwą w 1886 r., do 1891 r. W tym roku, po śmierci swojego ojca, odziedziczył tytuł hrabiego Dartmouth i zasiadł w Izbie Lordów. Został również Lordem Namiestnikiem Staffordshire (był nim do 1927 r.).
Podczas I wojny światowej służył w Armii Terytorialnej. W 1917 r. został odznaczony Krzyżem Komandorskim Orderu Łaźni. W 1928 r. odszedł na emeryturę. Z tej okazji otrzymał Krzyż Wielki Królewskiego Orderu Wiktorii. Był również odznaczony Volunteer Decoration i Territorial Decoration.
18 grudnia 1879 r. poślubił lady Mary Coke (ur. 1849, zm. 28 grudnia 1929), córkę Thomasa Coke'a, 2. hrabiego Leicester, i Juliany Whitbread, córki Samuela Whitbreada. William i Mary mieli razem trzech synów i dwie córki:
- William Legge (ur. 22 lutego 1881, zm. 28 lutego 1958), 7. hrabia Dartmouth
- kapitan Gerald Legge (ur. 30 kwietnia 1882, zm. 9 sierpnia 1915), zginął podczas I wojny światowej
- Dorothy Legge (ur. 24 czerwca 1883, zm. 1974), żona pułkownika Francisa Meynella, miała dzieci
- Humphry Legge (ur. 14 marca 1888, zm. 16 października 1962), 8. hrabia Dartmouth
- Joan Margaret Legge (ur. 21 lutego 1885, zm. 4 lipca 1939)